# خولنجان سولاوسي
خولنجان سولاوسي (الاسم العلمي:Alpinia celebica) هو نوع من النباتات يتبع جنس الخولنجان من فصيلة الزنجبيلية.